# S/2003 J 9
S/2003 J 9 – нерегулярний супутник Юпітера.

## Відкриття
Відкритий у 2003 року 'Скотом С. Шепардом'  (англ. Scott S. Shepard) і групою астрономів з Гавайського університету.

## Орбіта
Супутник проходить повну обріту навколо Юпітера на відстані приблизно   23 857 000 км.  Сидеричний період обертання 752,84 земних діб.  Орбіта має ексцентриситет ~0,276.
Супутник належить до 'Групи Карме', нерегулярних супутників в яких орбіти мають з 23 до 24 млн км від Юпітера, нахил орбіти   приблизно 160 градусів.

## Фізичні характеристики
Супутник близько 1 кілометра діаметром, альбедо 0,04. Оцінена густина 2,6 г/см³.